# Campeonato Brasileiro de Futebol de 2011 - Série D
A Série D do Campeonato Brasileiro de Futebol de 2011 foi a terceira edição da competição de futebol equivalente à quarta divisão no Brasil. Foi disputada entre 16 de julho a 20 de novembro de 2011 com a participação de 40 equipes que se classificaram através dos campeonatos estaduais ou torneios realizados por cada federação.
O Tupi, da cidade de Juiz de Fora, em Minas Gerais, ganhou seu primeiro título nacional após duas vitórias sobre o Santa Cruz, por 1–0 em Juiz de Fora e por 2–0 em Recife, diante de um público de 54 815 pessoas. Os dois finalistas e os semifinalistas Cuiabá e Oeste garantiram o acesso para a Série C de 2012.

## Critérios de classificação
As 40 vagas para a disputa da Série D em 2011 foram distribuídas da seguinte forma:
- Os quatro rebaixados da Série C de 2010;
- Os nove primeiros estados no Ranking Nacional das Federações, divulgado pela CBF, tem direito a dois representantes cada, indicados através do desempenho nos campeonatos estaduais ou torneios realizados por cada federação estadual;
- Os demais 18 estados terão um representante cada, indicados através do desempenho nos campeonatos estaduais ou torneios realizados por cada federação estadual.

Em caso de desistência, a vaga será ocupada pelo clube classificado em seguida dentro do estado. Se o estado não indicar nenhum representante, a vaga será repassada ao estado melhor posicionado no ranking da CBF, dentro do grupo da primeira fase. Caso a vaga ainda fique em aberto, será aberta para o segundo estado no ranking do clube desistente e assim sucessivamente. No entanto nenhuma federação poderá ocupar duas vagas de desistentes, critério que não existia no campeonato anterior.

## Formato de disputa
Em relação as duas edições anteriores, a Série D de 2011 sofreu alterações no seu formato de disputa. Na primeira fase os 40 clubes serão divididos em oito grupos de cinco clubes cada, agrupados regionalmente. Os dois primeiros de cada grupo classificaram-se a segunda fase, onde os 16 clubes restantes jogaram em sistema eliminatório em jogos de ida e volta, classificando o vencedor para a terceira fase. Na terceira fase os oito clubes restantes novamente jogaram em sistema eliminatório, classificando os vencedores para a fase seguinte. A disputa seguiu no sistema eliminatório com 4 clubes (semifinal), até restarem os dois finalistas. Os semifinalistas obtiveram direito de acesso a Série C de 2012.

## Participantes
| Equipe               | Cidade               | Estado | Como se classificou                             | Estádio (mando)           | Capacidade | Títulos        |
| -------------------- | -------------------- | ------ | ----------------------------------------------- | ------------------------- | ---------- | -------------- |
| Alecrim              | Natal                | RN     | 17º colocado da Série C de 2010                 | Nazarenão (1)             | 7 500      | 0 (não possui) |
| Anapolina            | Anápolis             | GO     | Melhor colocado do Estadual 2011                | Jonas Duarte              | 14 400     | 0 (não possui) |
| Audax Rio (2)        | São João de Meriti   | RJ     | Campeão da Copa Rio de 2010                     | Arthur Sendas             | 1 000      | 0 (não possui) |
| Bahia de Feira       | Feira de Santana     | BA     | Campeão do Estadual 2011                        | Joia da Princesa          | 16 274     | 0 (não possui) |
| Brusque              | Brusque              | SC     | Melhor colocado do Estadual 2011                | Augusto Bauer             | 5 000      | 0 (não possui) |
| CENE                 | Campo Grande         | MS     | Campeão da Copa MS de 2010                      | Olho do Furacão           | 2 800      | 0 (não possui) |
| Cerâmica             | Gravataí             | RS     | Vice-campeão da Copa Enio Costamilan de 2010    | Vieirão                   | 1 000      | 0 (não possui) |
| Cianorte             | Cianorte             | PR     | 2° melhor colocado do Estadual 2011             | Albino Turbay             | 1 700      | 0 (não possui) |
| Comercial-PI         | Campo Maior          | PI     | Campeão do 1º turno do Estadual 2011            | Deusdeth Melo             | 4 000      | 0 (não possui) |
| Coruripe             | Coruripe             | AL     | Melhor colocado do Estadual 2011                | Gerson Amaral             | 7 000      | 0 (não possui) |
| Cruzeiro-RS          | Porto Alegre         | RS     | Melhor colocado do Estadual 2011                | Passo d'Areia             | 9 000      | 0 (não possui) |
| Cuiabá               | Cuiabá               | MT     | Campeão do Estadual 2011                        | Dutrinha (3)              | 7 000      | 0 (não possui) |
| Formosa              | Formosa              | DF     | Melhor colocado do Metropolitano 2011           | Diogão                    | 2 000      | 0 (não possui) |
| Gama                 | Gama                 | DF     | 19º colocado da Série C de 2010                 | Bezerrão                  | 20 000     | 0 (não possui) |
| Guarani de Juazeiro  | Juazeiro do Norte    | CE     | Melhor colocado do Estadual 2011                | Romeirão                  | 16 000     | 0 (não possui) |
| Independente-PA      | Tucuruí              | PA     | Campeão do Estadual 2011                        | Navegantão                | 8 000      | 0 (não possui) |
| Itumbiara (4)        | Itumbiara            | GO     | 9º melhor colocado do Estadual 2010             | JK                        | 16 500     | 0 (não possui) |
| Juventude            | Caxias do Sul        | RS     | 18º colocado da Série C de 2010                 | Alfredo Jaconi            | 23 726     | 0 (não possui) |
| Metropolitano        | Blumenau             | SC     | Melhor colocado da Copa Santa Catarina de 2010  | Bernardo Werner           | 4 500      | 0 (não possui) |
| Mirassol             | Mirassol             | SP     | 2° melhor colocado do Estadual 2011             | José Maria de Campos Maia | 14 534     | 0 (não possui) |
| Nacional-AM (5)      | Manaus               | AM     | Melhor amazonense do Ranking Nacional de Clubes | SESI (6)                  | 5 000      | 0 (não possui) |
| Oeste                | Itápolis             | SP     | Melhor colocado do Estadual 2011                | Amaros                    | 14 074     | 0 (não possui) |
| Operário-PR          | Ponta Grossa         | PR     | Melhor colocado do Estadual 2011                | Germano Krüger            | 8 620      | 0 (não possui) |
| Penarol              | Itacoatiara          | AM     | Campeão do Estadual 2010                        | Floro                     | 2 710      | 0 (não possui) |
| Plácido de Castro    | Plácido de Castro    | AC     | Melhor colocado do Estadual 2011                | Arena da Floresta         | 20 000     | 0 (não possui) |
| Porto-PE             | Caruaru              | PE     | 2° melhor colocado do Estadual 2011             | Mendonção (7)             | 5 000      | 0 (não possui) |
| River Plate-SE       | Carmópolis           | SE     | Campeão do Estadual 2011                        | Batistão                  | 14 000     | 0 (não possui) |
| Sampaio Corrêa       | São Luís             | MA     | Campeão do Estadual 2010                        | Nhozinho Santos           | 13 500     | 0 (não possui) |
| Santa Cruz           | Recife               | PE     | Campeão do Estadual 2011                        | Arruda                    | 60 044     | 0 (não possui) |
| Santa Cruz-RN        | Santa Cruz           | RN     | Melhor colocado do Estadual 2011                | Iberezão                  | 4 540      | 0 (não possui) |
| São Mateus           | São Mateus           | ES     | Campeão do Estadual 2011                        | Sernamby                  | 4 600      | 0 (não possui) |
| São Raimundo-PA      | Santarém             | PA     | 20º colocado da Série C de 2010                 | Colosso do Tapajós        | 19 254     | 1 (2009)       |
| Tocantinópolis (8)   | Tocantinópolis       | TO     | 3° colocado do Estadual 2010                    | Ribeirão                  | 10 000     | 0 (não possui) |
| Trem                 | Macapá               | AP     | Campeão do Estadual 2010                        | Glicério Marques          | 5 630      | 0 (não possui) |
| Treze (9)            | Campina Grande       | PB     | Campeão do Estadual 2011                        | Amigão                    | 25 770     | 0 (não possui) |
| Tupi (10)            | Juiz de Fora         | MG     | 2° melhor colocado do Estadual 2011             | Mario Helênio             | 40 000     | 0 (não possui) |
| Vila Aurora (11)     | Rondonópolis         | MT     | 4º colocado do Estadual 2011                    | Luthero Lopes             | 18 000     | 0 (não possui) |
| Villa Nova           | Nova Lima            | MG     | Melhor colocado do Estadual 2011                | Castor Cifuentes          | 5 400      | 0 (não possui) |
| Vitória da Conquista | Vitória da Conquista | BA     | Campeão da Copa Estado da Bahia de 2010         | Lomanto Júnior            | 12 500     | 0 (não possui) |
| Volta Redonda (12)   | Volta Redonda        | RJ     | 6° melhor colocado do Estadual 2011             | Raulino de Oliveira       | 15 150     | 0 (não possui) |

- (1) O Estádio Machadão foi demolido para a construção da Arena das Dunas visando a Copa do Mundo FIFA de 2014. O Alecrim mandou seus jogos no Estádio Nazarenão, localizado na cidade de Goianinha.[7]
- (2) Em 15 de julho de 2011, o Sendas alterou seu nome para "Audax Rio de Janeiro Esporte Clube".[8]
- (3) O Estádio Verdão foi demolido e no lugar construída a Arena Pantanal visando a Copa do Mundo FIFA de 2014. O Cuiabá mandou seus jogos no Estádio Dutrinha.
- (4) O CRAC oficializou sua desistência, assim como os demais clubes participantes da primeira divisão estadual de 2011. Assim sendo, a vaga foi repassada para o Itumbiara, 9º colocado no estadual 2010, e, portanto, o primeiro clube da segunda divisão estadual 2011 a ter o direito de escolha.[9]
- (5) Nenhuma equipe de Roraima quis disputar a competição e o estado não indicou nenhum representante. A vaga foi repassada ao Amazonas, estado melhor posicionado no Ranking Nacional das Federações. A Federação Amazonense de Futebol escolheu o Nacional, usando o critério de colocação no Ranking Nacional de Clubes da CBF.[10]
- (6) O Estádio Vivaldão foi demolido e no lugar construída a Arena Amazônia visando a Copa do Mundo FIFA de 2014. O Nacional mandou seus jogos no Estádio SESI.
- (7) O Porto mandou seus jogos no Estádio Mendonção, situado na cidade de Belo Jardim, distante 52 km da cidade de Caruaru.[11]
- (8) O Gurupi, campeão do estadual 2010, desistiu de disputar a Série D alegando motivos financeiros. Como a vice-campeã Araguaína disputa a Série C, a vaga ficou com o Tocantinópolis, terceiro colocado.[12]
- (9) O Treze, campeão de ambos os turnos do Estadual 2011, teve suas partidas semifinais do segundo turno anuladas. O caso foi julgado pelo STJD e, no dia 30 de junho, foi confirmado o clube como campeão estadual.[13]
- (10) O América de Teófilo Otoni desistiu de participar do campeonato, alegando motivos financeiros. A segunda vaga ficou com o Tupi, segundo melhor colocado.[14]
- (11) Nenhuma equipe de Rondônia quis disputar a competição e o estado não indicou nenhum representante. A vaga foi repassada ao Mato Grosso, segundo estado melhor posicionado no Ranking Nacional das Federações. O Barra do Garças, vice-campeão estadual, não possuía estádio com a capacidade exigida pela CBF e foi vetado. O União Rondonópolis, terceiro colocado, também desistiu da vaga, que ficou para o Vila Aurora, quarto colocado.[15]
- (12) O Boavista-RJ, 1º melhor colocado, desistiu de disputar a Série D. Outros cinco clubes seguintes na classificação não se interessaram, e o Volta Redonda, 6º melhor colocado, ficou com a vaga.[16]

## Primeira fase

### Grupo A1
| 1 | Cuiabá            | 16 | 8 | 5 | 1 | 2 | 19 | 11 | +8  |
| 2 | Penarol           | 14 | 8 | 4 | 2 | 2 | 9  | 8  | +1  |
| 3 | Plácido de Castro | 12 | 8 | 3 | 3 | 2 | 16 | 9  | +7  |
| 4 | Nacional-AM       | 7  | 8 | 2 | 1 | 5 | 9  | 14 | -5  |
| 5 | Vila Aurora       | 6  | 8 | 1 | 3 | 4 | 7  | 18 | -11 |

| Cuiabá            | —   | 3–1 | 4–0 | 3–3 | 3–1 |
| Nacional-AM       | 1–3 | —   | 1–2 | 2–0 | 0–0 |
| Penarol           | 1–2 | 3–1 | —   | 2–0 | 1–0 |
| Plácido de Castro | 1–0 | 2–0 | 0–0 | —   | 9–1 |
| Vila Aurora       | 3–1 | 1–3 | 0–0 | 1–1 | —   |

### Grupo A2
| 1 | Independente-PA | 14 | 8 | 4 | 2 | 2 | 12 | 10 | +2 |
| 2 | Sampaio Corrêa  | 13 | 8 | 4 | 1 | 3 | 17 | 8  | +9 |
| 3 | Trem            | 11 | 8 | 3 | 2 | 3 | 8  | 11 | -3 |
| 4 | São Raimundo-PA | 10 | 8 | 2 | 4 | 2 | 9  | 8  | +1 |
| 5 | Comercial-PI    | 7  | 8 | 2 | 1 | 5 | 6  | 15 | -9 |

| Comercial-PI    | —   | 1–2 | 2–1 | 0–3 | 1–0 |
| Independente-PA | 4–1 | —   | 2–1 | 0–0 | 1–0 |
| Sampaio Corrêa  | 3–0 | 4–1 | —   | 1–1 | 5–0 |
| São Raimundo-PA | 1–0 | 1–1 | 1–2 | —   | 2–2 |
| Trem            | 1–1 | 2–1 | 1–0 | 2–0 | —   |

### Grupo A3
| 1 | Santa Cruz-RN       | 16 | 8 | 5 | 1 | 2 | 9  | 6  | +3 |
| 2 | Santa Cruz          | 15 | 8 | 4 | 3 | 1 | 10 | 6  | +4 |
| 3 | Guarani de Juazeiro | 11 | 8 | 3 | 2 | 3 | 7  | 4  | +3 |
| 4 | Alecrim             | 9  | 8 | 3 | 0 | 5 | 7  | 12 | -5 |
| 5 | Porto-PE            | 5  | 8 | 1 | 2 | 5 | 6  | 11 | -5 |

| Alecrim             | —   | 1–0 | 1–0 | 1–3 | 0–2 |
| Guarani de Juazeiro | 0–1 | —   | 2–0 | 2–1 | 3–0 |
| Porto-PE            | 3–1 | 0–0 | —   | 2–2 | 1–2 |
| Santa Cruz          | 2–1 | 0–0 | 1–0 | —   | 1–0 |
| Santa Cruz-RN       | 2–1 | 1–0 | 2–0 | 0–0 | —   |

### Grupo A4
| 1 | Coruripe             | 16 | 8 | 5 | 1 | 2 | 13 | 11 | +2 |
| 2 | Treze                | 15 | 8 | 5 | 0 | 3 | 14 | 11 | +3 |
| 3 | Bahia de Feira       | 12 | 8 | 4 | 0 | 4 | 12 | 9  | +3 |
| 4 | River Plate-SE       | 8  | 8 | 2 | 2 | 4 | 10 | 12 | -2 |
| 5 | Vitória da Conquista | 7  | 8 | 2 | 1 | 5 | 6  | 12 | -6 |

| Bahia de Feira       | —   | 2–0 | 1–0 | 1–2 | 1–2 |
| Coruripe             | 2–1 | —   | 2–2 | 1–0 | 2–1 |
| River Plate-SE       | 1–2 | 1–2 | —   | 2–1 | 2–0 |
| Treze                | 2–1 | 4–3 | 3–1 | —   | 2–0 |
| Vitória da Conquista | 0–3 | 0–1 | 1–1 | 2–0 | —   |

### Grupo A5
| 1 | Tupi           | 14 | 8 | 4 | 2 | 2 | 10 | 8  | +2  |
| 2 | Anapolina      | 13 | 8 | 4 | 1 | 3 | 15 | 11 | +4  |
| 3 | Itumbiara      | 13 | 8 | 4 | 1 | 3 | 13 | 10 | +3  |
| 4 | Gama           | 9  | 8 | 2 | 3 | 3 | 8  | 9  | -1  |
| 5 | Tocantinópolis | 7  | 8 | 2 | 1 | 5 | 8  | 18 | -10 |

| Anapolina      | —   | 1–1 | 2–3 | 6–1[a] | 2–1 |
| Gama           | 0–1 | —   | 1–1 | 2–1    | 1–1 |
| Itumbiara      | 1–0 | 2–0 | —   | 3–0    | 1–3 |
| Tocantinópolis | 1–2 | 1–3 | 3–2 | —      | 3–0 |
| Tupi           | 3–1 | 1–0 | 1–0 | 0–0    | —   |

a. ^ O STJD anulou o primeiro jogo entre Anapolina e Tocantinópolis, disputado em 18 de setembro. Faltando 20 minutos para o encerramento da partida, a Anapolina vencia por 4–1 e só precisava de mais um gol para passar de fase, mas a maioria dos jogadores do Tocantinópolis começou a cair no gramado, obrigando o término antecipado do jogo e, consequentemente, impedindo a classificação do time goiano. O STJD anulou a partida e a remarcou para 17 de outubro, onde a Anapolina venceu por 6–1.

### Grupo A6
| 1 | Villa Nova    | 16 | 8 | 5 | 1 | 2 | 11 | 6  | +5  |
| 2 | Volta Redonda | 15 | 8 | 4 | 3 | 1 | 11 | 3  | +8  |
| 3 | Audax Rio     | 11 | 8 | 3 | 2 | 3 | 13 | 7  | +6  |
| 4 | Formosa       | 9  | 8 | 2 | 3 | 3 | 5  | 12 | -7  |
| 5 | São Mateus    | 3  | 8 | 0 | 3 | 5 | 7  | 19 | -12 |

| Audax Rio     | —   | 0–0 | 2–0 | 1–2 | 1–1 |
| Formosa       | 0–4 | —   | 1–0 | 1–0 | 0–0 |
| São Mateus    | 1–4 | 3–3 | —   | 1–1 | 0–0 |
| Villa Nova    | 2–1 | 1–0 | 4–1 | —   | 0–1 |
| Volta Redonda | 1–0 | 4–0 | 4–1 | 0–1 | —   |

### Grupo A7
| 1 | Oeste       | 14 | 8 | 4 | 2 | 2 | 12 | 8  | +4 |
| 2 | Mirassol    | 14 | 8 | 4 | 2 | 2 | 6  | 7  | -1 |
| 3 | CENE        | 13 | 8 | 4 | 1 | 3 | 15 | 13 | +2 |
| 4 | Operário-PR | 10 | 8 | 3 | 1 | 4 | 7  | 9  | -2 |
| 5 | Cerâmica    | 5  | 8 | 1 | 2 | 5 | 6  | 9  | -3 |

| CENE        | —   | 4–1 | 4–1 | 3–3 | 3–1 |
| Cerâmica    | 3–0 | —   | 0–1 | 1–2 | 1–1 |
| Mirassol    | 2–0 | 0–0 | —   | 0–0 | 1–0 |
| Oeste       | 3–1 | 2–1 | 0–1 | —   | 0–1 |
| Operário-PR | 0–2 | 1–0 | 3–0 | 0–2 | —   |

### Grupo A8
| 1 | Juventude     | 19 | 8 | 6 | 1 | 1 | 19 | 7  | +12 |
| 2 | Cianorte      | 14 | 8 | 4 | 2 | 2 | 9  | 9  | 0   |
| 3 | Brusque       | 10 | 8 | 3 | 1 | 4 | 6  | 11 | -5  |
| 4 | Metropolitano | 9  | 8 | 3 | 0 | 5 | 14 | 16 | -2  |
| 5 | Cruzeiro-RS   | 5  | 8 | 1 | 2 | 5 | 6  | 11 | -5  |

| Brusque       | —   | 1–1 | 1–0 | 0–1 | 1–3 |
| Cianorte      | 0–1 | —   | 1–0 | 2–1 | 1–0 |
| Cruzeiro-RS   | 0–1 | 2–2 | —   | 0–1 | 0–2 |
| Juventude     | 4–0 | 3–0 | 1–1 | —   | 4–2 |
| Metropolitano | 2–1 | 1–2 | 2–3 | 2–4 | —   |

|  |                             |
|  | Classificados à fase final. |

## Fase final
|  | Oitavas de final                  | Oitavas de final                  | Oitavas de final                  | Oitavas de final                  |       |             | Quartas de final     | Quartas de final     | Quartas de final     | Quartas de final     |  |            | Semifinais                       | Semifinais                       | Semifinais                       | Semifinais                       |      |   | Final               | Final               | Final               | Final               |
|  | de 25 de setembro a 23 de outubro | de 25 de setembro a 23 de outubro | de 25 de setembro a 23 de outubro | de 25 de setembro a 23 de outubro |       |             | de 9 a 30 de outubro | de 9 a 30 de outubro | de 9 a 30 de outubro | de 9 a 30 de outubro |  |            | de 23 de outubro a 6 de novembro | de 23 de outubro a 6 de novembro | de 23 de outubro a 6 de novembro | de 23 de outubro a 6 de novembro |      |   | 13 e 20 de novembro | 13 e 20 de novembro | 13 e 20 de novembro | 13 e 20 de novembro |
|  |                                   |                                   |                                   |                                   |       |             |                      |                      |                      |                      |  |            |                                  |                                  |                                  |                                  |      |   |                     |                     |                     |                     |
|  | Sampaio Corrêa                    | 2                                 | 0                                 | 2                                 |       |             |                      |                      |                      |                      |  |            |                                  |                                  |                                  |                                  |      |   |                     |                     |                     |                     |
|  | Cuiabá                            | 1                                 | 3                                 | 4                                 |       |             |                      |                      |                      |                      |  |            |                                  |                                  |                                  |                                  |      |   |                     |                     |                     |                     |
|  | Cuiabá                            | 1                                 | 3                                 | 4                                 |       | Cuiabá      | 2                    | 4                    | 6                    |                      |  |            |                                  |                                  |                                  |                                  |      |   |                     |                     |                     |                     |
|  |                                   |                                   |                                   |                                   |       | Cuiabá      | 2                    | 4                    | 6                    |                      |  |            |                                  |                                  |                                  |                                  |      |   |                     |                     |                     |                     |
|  |                                   | Independente-PA                   | 0                                 | 2                                 | 2     |             |                      |                      |                      |                      |  |            |                                  |                                  |                                  |                                  |      |   |                     |                     |                     |                     |
|  | Penarol                           | Independente-PA                   | 0                                 | 2                                 | 2     | 1           | 1                    | 2                    |                      |                      |  |            |                                  |                                  |                                  |                                  |      |   |                     |                     |                     |                     |
|  | Penarol                           |                                   |                                   |                                   |       | 1           | 1                    | 2                    |                      |                      |  |            |                                  |                                  |                                  |                                  |      |   |                     |                     |                     |                     |
|  | Independente-PA                   | 0                                 | 3                                 | 3                                 |       |             |                      |                      |                      |                      |  |            |                                  |                                  |                                  |                                  |      |   |                     |                     |                     |                     |
|  | Independente-PA                   | 0                                 | 3                                 | 3                                 |       |             |                      |                      |                      |                      |  | Santa Cruz | 1                                | 2                                | 3                                |                                  |      |   |                     |                     |                     |                     |
|  |                                   |                                   |                                   |                                   |       |             |                      |                      |                      |                      |  | Santa Cruz | 1                                | 2                                | 3                                |                                  |      |   |                     |                     |                     |                     |
|  |                                   | Cuiabá                            | 0                                 | 1                                 | 1     |             |                      |                      |                      |                      |  |            |                                  |                                  |                                  |                                  |      |   |                     |                     |                     |                     |
|  | Treze                             | Cuiabá                            | 0                                 | 1                                 | 1     | 3           | 3                    | 6                    |                      |                      |  |            |                                  |                                  |                                  |                                  |      |   |                     |                     |                     |                     |
|  | Treze                             |                                   |                                   |                                   |       | 3           | 3                    | 6                    |                      |                      |  |            |                                  |                                  |                                  |                                  |      |   |                     |                     |                     |                     |
|  | Santa Cruz-RN                     | 1                                 | 0                                 | 1                                 |       |             |                      |                      |                      |                      |  |            |                                  |                                  |                                  |                                  |      |   |                     |                     |                     |                     |
|  | Santa Cruz-RN                     | 1                                 | 0                                 | 1                                 |       | Treze       | 3                    | 0                    | 3                    |                      |  |            |                                  |                                  |                                  |                                  |      |   |                     |                     |                     |                     |
|  |                                   |                                   |                                   |                                   |       | Treze       | 3                    | 0                    | 3                    |                      |  |            |                                  |                                  |                                  |                                  |      |   |                     |                     |                     |                     |
|  |                                   | Santa Cruz (gf)                   | 3                                 | 0                                 | 3     |             |                      |                      |                      |                      |  |            |                                  |                                  |                                  |                                  |      |   |                     |                     |                     |                     |
|  | Santa Cruz                        | Santa Cruz (gf)                   | 3                                 | 0                                 | 3     | 1           | 0                    | 1                    |                      |                      |  |            |                                  |                                  |                                  |                                  |      |   |                     |                     |                     |                     |
|  | Santa Cruz                        |                                   |                                   |                                   |       | 1           | 0                    | 1                    |                      |                      |  |            |                                  |                                  |                                  |                                  |      |   |                     |                     |                     |                     |
|  | Coruripe                          | 0                                 | 0                                 | 0                                 |       |             |                      |                      |                      |                      |  |            |                                  |                                  |                                  |                                  |      |   |                     |                     |                     |                     |
|  | Coruripe                          | 0                                 | 0                                 | 0                                 |       |             |                      |                      |                      |                      |  |            |                                  |                                  |                                  |                                  | Tupi | 1 | 2                   | 3                   |                     |                     |
|  |                                   |                                   |                                   |                                   |       |             |                      |                      |                      |                      |  |            |                                  |                                  |                                  |                                  |      | 1 | 2                   | 3                   |                     |                     |
|  |                                   | Santa Cruz                        | 0                                 | 0                                 | 0     |             |                      |                      |                      |                      |  |            |                                  |                                  |                                  |                                  |      |   |                     |                     |                     |                     |
|  | Cianorte                          | Santa Cruz                        | 0                                 | 0                                 | 0     | 0           | 1                    | 1 (3)                |                      |                      |  |            |                                  |                                  |                                  |                                  |      |   |                     |                     |                     |                     |
|  | Cianorte                          |                                   |                                   |                                   |       | 0           | 1                    | 1 (3)                |                      |                      |  |            |                                  |                                  |                                  |                                  |      |   |                     |                     |                     |                     |
|  | Oeste (pen)                       | 1                                 | 0                                 | 1 (4)                             |       |             |                      |                      |                      |                      |  |            |                                  |                                  |                                  |                                  |      |   |                     |                     |                     |                     |
|  | Oeste (pen)                       | 1                                 | 0                                 | 1 (4)                             |       | Oeste (pen) | 3                    | 1                    | 4 (4)                |                      |  |            |                                  |                                  |                                  |                                  |      |   |                     |                     |                     |                     |
|  |                                   |                                   |                                   |                                   |       | Oeste (pen) | 3                    | 1                    | 4 (4)                |                      |  |            |                                  |                                  |                                  |                                  |      |   |                     |                     |                     |                     |
|  |                                   | Mirassol                          | 1                                 | 3                                 | 4 (3) |             |                      |                      |                      |                      |  |            |                                  |                                  |                                  |                                  |      |   |                     |                     |                     |                     |
|  | Mirassol                          | Mirassol                          | 1                                 | 3                                 | 4 (3) | 2           | 2                    | 4                    |                      |                      |  |            |                                  |                                  |                                  |                                  |      |   |                     |                     |                     |                     |
|  | Mirassol                          |                                   |                                   |                                   |       | 2           | 2                    | 4                    |                      |                      |  |            |                                  |                                  |                                  |                                  |      |   |                     |                     |                     |                     |
|  | Juventude                         | 0                                 | 3                                 | 3                                 |       |             |                      |                      |                      |                      |  |            |                                  |                                  |                                  |                                  |      |   |                     |                     |                     |                     |
|  | Juventude                         | 0                                 | 3                                 | 3                                 |       |             |                      |                      |                      |                      |  | Oeste      | 0                                | 1                                | 1                                |                                  |      |   |                     |                     |                     |                     |
|  |                                   |                                   |                                   |                                   |       |             |                      |                      |                      |                      |  | Oeste      | 0                                | 1                                | 1                                |                                  |      |   |                     |                     |                     |                     |
|  |                                   | Tupi                              | 3                                 | 3                                 | 6     |             |                      |                      |                      |                      |  |            |                                  |                                  |                                  |                                  |      |   |                     |                     |                     |                     |
|  | Volta Redonda                     | Tupi                              | 3                                 | 3                                 | 6     | 1           | 2                    | 3                    |                      |                      |  |            |                                  |                                  |                                  |                                  |      |   |                     |                     |                     |                     |
|  | Volta Redonda                     |                                   |                                   |                                   |       | 1           | 2                    | 3                    |                      |                      |  |            |                                  |                                  |                                  |                                  |      |   |                     |                     |                     |                     |
|  | Tupi                              | 0                                 | 4                                 | 4                                 |       |             |                      |                      |                      |                      |  |            |                                  |                                  |                                  |                                  |      |   |                     |                     |                     |                     |
|  | Tupi                              | 0                                 | 4                                 | 4                                 |       | Tupi        | 4                    | 2                    | 6                    |                      |  |            |                                  |                                  |                                  |                                  |      |   |                     |                     |                     |                     |
|  |                                   |                                   |                                   |                                   |       | Tupi        | 4                    | 2                    | 6                    |                      |  |            |                                  |                                  |                                  |                                  |      |   |                     |                     |                     |                     |
|  |                                   | Anapolina                         | 1                                 | 2                                 | 3     |             |                      |                      |                      |                      |  |            |                                  |                                  |                                  |                                  |      |   |                     |                     |                     |                     |
|  | Anapolina (gf)                    | Anapolina                         | 1                                 | 2                                 | 3     | 1           | 1                    | 2                    |                      |                      |  |            |                                  |                                  |                                  |                                  |      |   |                     |                     |                     |                     |
|  | Anapolina (gf)                    |                                   |                                   |                                   |       | 1           | 1                    | 2                    |                      |                      |  |            |                                  |                                  |                                  |                                  |      |   |                     |                     |                     |                     |
|  | Villa Nova                        | 0                                 | 2                                 | 2                                 |       |             |                      |                      |                      |                      |  |            |                                  |                                  |                                  |                                  |      |   |                     |                     |                     |                     |

| Aumento | Equipes promovidas à Série C de 2012 |

## Premiação
| Campeão Brasileiro 2011 Série D |
| Minas Gerais                    |
| ------------------------------- |
| Tupi Football Club (1º título)  |

## Artilharia
| Gols | Jogador   | Time          |
| ---- | --------- | ------------- |
| 11   | Fernando  | Cuiabá        |
| 11   | Marcinho  | Oeste         |
| 8    | Ademilson | Tupi          |
| 7    | Jônatas   | Metropolitano |
| 7    | Warley    | Treze         |

## Maiores públicos
Esses foram os dez maiores públicos do Campeonato:
| Nº | Público[i] | Mandante   | Placar | Visitante           | Estádio  | Data           | Rodada    |
| -- | ---------- | ---------- | ------ | ------------------- | -------- | -------------- | --------- |
| 1  | 59 966     | Santa Cruz | 0–0    | Treze               | Arruda   | 16 de outubro  | Quartas   |
| 2  | 54 815     | Santa Cruz | 0–2    | Tupi                | Arruda   | 20 de novembro | Final     |
| 3  | 44 642     | Santa Cruz | 1–0    | Coruripe            | Arruda   | 25 de setembro | Oitavas   |
| 4  | 42 584     | Santa Cruz | 0–0    | Guarani de Juazeiro | Arruda   | 24 de julho    | 2ª        |
| 5  | 35 020     | Santa Cruz | 1–0    | Santa Cruz-RN       | Arruda   | 14 de agosto   | 5ª        |
| 6  | 33 099     | Santa Cruz | 2–1    | Alecrim             | Arruda   | 18 de setembro | 10ª       |
| 7  | 27 746     | Santa Cruz | 1–0    | Porto-PE            | Arruda   | 4 de setembro  | 8ª        |
| 8  | 26 867     | Santa Cruz | 1–0    | Cuiabá              | Arruda   | 23 de outubro  | Semifinal |
| 9  | 14 726     | Tupi       | 1–0    | Santa Cruz          | Helenão  | 13 de novembro | Final     |
| 10 | 13 126     | Alecrim    | 1–3    | Santa Cruz          | Almeidão | 17 de julho    | 1ª        |

[i]Considera-se somente o público pagante.

## Média de público
Essas são as médias de público do Campeonato. Considera-se apenas os jogos da equipe como mandante:
| 1. Santa Cruz – 36 966 2. Itumbiara – 10 032 3. Treze – 5 996 4. Tupi – 4 260 5. Mirassol – 4 060 6. Juventude – 3 953 7. Sampaio Corrêa – 3 750 8. Alecrim – 3 366 9. Independente-PA – 3 052 10. Volta Redonda – 2 526 | 1. São Raimundo-PA – 2 232 2. Gama – 2 209 3. Porto-PE – 1 810 4. Anapolina – 1 757 5. Santa Cruz-RN – 1 372 6. Oeste – 1 223 7. Operário-PR – 1 211 8. Metropolitano – 1 107 9. Coruripe – 1 086 10. São Mateus – 1 005 | 1. Guarani de Juazeiro – 841 2. Penarol – 823 3. Brusque – 681 4. Villa Nova – 646 5. Cianorte – 616 6. Nacional-AM – 496 7. Tocantinópolis – 476 8. Audax Rio – 438 9. Cuiabá – 395 10. CENE – 360 | 1. Trem – 330 2. Comercial-PI – 319 3. Plácido de Castro – 314 4. Formosa – 297 5. Bahia de Feira – 265 6. Vila Aurora – 260 7. River Plate-SE – 253 8. Cruzeiro-RS – 230 9. Vitória da Conquista – 171 10. Cerâmica – 111 |

## Classificação geral
A classificação geral leva em conta a colocação dos clubes em cada uma das fases, a partir da fase final, e não a pontuação total.
| 1  | Tupi                 | 33 | 16 | 10 | 3 | 3 | 29 | 15 | +14 |
| 2  | Santa Cruz           | 27 | 16 | 7  | 6 | 3 | 17 | 13 | +4  |
| 3  | Cuiabá               | 25 | 14 | 8  | 1 | 5 | 30 | 18 | +12 |
| 4  | Oeste                | 20 | 14 | 6  | 2 | 6 | 18 | 19 | -1  |
| 5  | Treze                | 23 | 12 | 7  | 2 | 3 | 23 | 15 | +8  |
| 6  | Mirassol             | 20 | 12 | 6  | 2 | 4 | 14 | 14 | 0   |
| 7  | Anapolina            | 17 | 12 | 5  | 2 | 5 | 20 | 19 | +1  |
| 8  | Independente-PA      | 17 | 12 | 5  | 2 | 5 | 17 | 18 | -1  |
| 9  | Juventude            | 22 | 10 | 7  | 1 | 2 | 22 | 11 | +11 |
| 10 | Villa Nova           | 19 | 10 | 6  | 1 | 3 | 13 | 8  | +5  |
| 11 | Volta Redonda        | 18 | 10 | 5  | 3 | 2 | 14 | 7  | +7  |
| 12 | Coruripe             | 17 | 10 | 5  | 2 | 3 | 13 | 12 | +1  |
| 13 | Penarol              | 17 | 10 | 5  | 2 | 3 | 11 | 11 | 0   |
| 14 | Cianorte             | 17 | 10 | 5  | 2 | 3 | 10 | 10 | 0   |
| 15 | Sampaio Corrêa       | 16 | 10 | 5  | 1 | 4 | 19 | 12 | +7  |
| 16 | Santa Cruz-RN        | 16 | 10 | 5  | 1 | 4 | 10 | 12 | -2  |
| 17 | Itumbiara            | 13 | 8  | 4  | 1 | 3 | 13 | 10 | +3  |
| 18 | CENE                 | 13 | 8  | 4  | 1 | 3 | 15 | 13 | +2  |
| 19 | Bahia de Feira       | 12 | 8  | 4  | 0 | 4 | 12 | 9  | +3  |
| 20 | Plácido de Castro    | 12 | 8  | 3  | 3 | 2 | 16 | 9  | +7  |
| 21 | Audax Rio            | 11 | 8  | 3  | 2 | 3 | 13 | 7  | +6  |
| 22 | Guarani de Juazeiro  | 11 | 8  | 3  | 2 | 3 | 7  | 4  | +3  |
| 23 | Trem                 | 11 | 8  | 3  | 2 | 3 | 8  | 11 | -3  |
| 24 | Operário-PR          | 10 | 8  | 3  | 1 | 4 | 7  | 9  | -2  |
| 25 | Brusque              | 10 | 8  | 3  | 1 | 4 | 6  | 11 | -5  |
| 26 | São Raimundo-PA      | 10 | 8  | 2  | 4 | 2 | 9  | 8  | +1  |
| 27 | Metropolitano        | 9  | 8  | 3  | 0 | 5 | 14 | 16 | -2  |
| 28 | Alecrim              | 9  | 8  | 3  | 0 | 5 | 7  | 12 | -5  |
| 29 | Gama                 | 9  | 8  | 2  | 3 | 3 | 8  | 9  | -1  |
| 30 | Formosa              | 9  | 8  | 2  | 3 | 3 | 5  | 12 | -7  |
| 31 | River Plate-SE       | 8  | 8  | 2  | 2 | 4 | 10 | 12 | -2  |
| 32 | Nacional-AM          | 7  | 8  | 2  | 1 | 5 | 9  | 14 | -5  |
| 33 | Vitória da Conquista | 7  | 8  | 2  | 1 | 5 | 6  | 12 | -6  |
| 34 | Tocantinópolis       | 7  | 8  | 2  | 1 | 5 | 10 | 18 | -8  |
| 35 | Comercial-PI         | 7  | 8  | 2  | 1 | 5 | 6  | 15 | -9  |
| 36 | Vila Aurora          | 6  | 8  | 1  | 3 | 4 | 7  | 18 | -11 |
| 37 | Cerâmica             | 5  | 8  | 1  | 2 | 5 | 6  | 9  | -3  |
| 38 | Porto-PE             | 5  | 8  | 1  | 2 | 5 | 6  | 11 | -5  |
| 39 | Cruzeiro-RS          | 5  | 8  | 1  | 2 | 5 | 6  | 11 | -5  |
| 40 | São Mateus           | 3  | 8  | 0  | 3 | 5 | 7  | 19 | -12 |

|  | Promovidos à Série C de 2012 e finalistas.                                         |
|  | Promovidos à Série C de 2012 e eliminados nas semifinais.                          |
|  | Promovido à Série C de 2012 por decisão judicial e eliminado nas quartas-de-final. |
|  | Eliminados nas quartas-de-final.                                                   |
|  | Eliminados nas oitavas-de-final.                                                   |
|  | Eliminados na primeira fase.                                                       |